# Симеон Юродивый
Симеон Юродивый (Симеон Эмесский, Симеон Палестинский, Емесский, Христа ради юродивый) — христианский монах, отшельник, юродивый и святой VI века. Родился в богатой семье и до возраста 30 лет проживал в городе Эдессе.
Принял монашеский постриг в монастыре аввы Герасима. Симеон вместе со своим другом Иоанном провёл в пустыне около Мёртвого моря около 29 лет. После этого он пришёл в город Эмесу, где своим странным поведением и имитацией безумия пытался привлечь внимание населения, обличить грешников и обратить их от грехов.

То он представлялся хромым, то бежал вприпрыжку, то ползал на гузне своем, то подставлял спешащему подножку и валил его с ног, то в новолуние глядел на небо, и падал, и дрыгал ногами, то что-то выкрикивал, ибо, по словам его, тем, кто Христа ради показывает себя юродивым, как нельзя более подходит такое поведение. Подобным образом он часто изобличал прегрешения, и отвращал от них, и ради вразумления какого-нибудь человека гневался на него, и давал предсказания, и делал все, что ему было угодно, лишь изменяя свой голос и облик…
— Жизнь и деяния Аввы Симеона, записанные Леонтием, епископом Неаполя Критского
Целью Симеона, по свидетельству источников, было спасать души человеческие постоянно причиняемым в насмешку вредом, творимыми на шутовской лад чудесами, даваемыми наставлениями. Кроме того, он хотел скрыть свою добродетель, чтобы не иметь от людей ни похвалы, ни почестей.
Симеон умер около 570 года и был похоронен городским бедняками на месте для захоронения бездомных и чужеземцев. По свидетельству некоторых очевидцев, когда тело святого несли к могиле, слышалось церковное пение неизвестного происхождения. Только после смерти святого Симеона стала известна тайна его имитационного безумия, которая потрясла и привела к последующему покаянию многих жителей города Эмесы.
По свидетельству Леонтия из Неаполя Критского, многие жители города обратились к вере во Христа и покаялись под влиянием святого. Ему приписываются также чудесные исцеления больных, проповеди, кормления голодных. Житие Симеона, по мнению богослова Каллиста (Уэра), епископа Диоклийского, запечатлело «наиболее характерные для православной традиции представления о юродивом Христа ради».
Память Симеона Юродивого совершается в православной церкви 3 августа (21 июля по юлианскому календарю).